# Augusto Manzini
Augusto Manzini (San Giovanni Lupatoto, 7 marzo 1885 – Verona, 26 luglio 1961) è stato un pittore italiano.

## Biografia
Diplomato con il massimo dei voti all'Accademia delle Belle Arti di Verona, si perfeziona prima a Venezia ed in seguito a Milano, dove apre uno studio fin dal 1919.
Nel periodo milanese tiene varie mostre e lavora specialmente con la ritrattistica, allora molto richiesta.
Dal 1926 soggiorna in diverse riprese in Brasile dove a San Paolo ed a Rio de Janeiro partecipa, con buon successo, a diverse mostre (alcuni tra i suoi quadri furono acquistati dai civici musei delle due città).
Ritornato in Italia, nel 1935 in occasione di una sua visita in Sicilia, rimane affascinato dai panorami e dai colori dell'isola; da allora e sino al 1959 vi ritorna spesso specialmente ad Agrigento e nella Valle dei Templi, invitato anche dalle autorità locali, partecipando a premi e mostre con molta soddisfazione.
In tutto questo non trascurando mai le amate campagne veronesi, il lago di Garda e Venezia e quegli scorci di Verona che poteva ammirare dalle finestre del suo studio vicino a Ponte Pietra ed al Teatro Romano.
Muore a 76 anni nel suo studio.
Alcune sue opere sono state esposte a Verona e ad Orvieto in mostre collettive di arte contemporanea.